# Special Olympics World Winter Games 1993
Die 5. Special Olympics World Winter Games fanden vom 20. bis 27. März 1993 in Salzburg und Schladming, Österreich, statt. Es waren die ersten Special Olympics World Winter Games, die außerhalb Nordamerikas veranstaltet wurden.

## Bezeichnung
Die offizielle Bezeichnung lautete damals International Games, seit 1991 wird von Special Olympics World Summer Games und Special Olympics World Winter Games gesprochen.

## Austragungsorte
Die Wettkämpfe wurden in Salzburg und Schladming ausgetragen. Erstmals wurden Wettkampfstätten außerhalb Nordamerikas ausgewählt. 2017 kamen die Special Olympics World Winter Games erneut nach Österreich, diesmal nach Graz, Schladming und Ramsau.

## Teilnehmer
An den Spielen beteiligten sich etwa 1.600 Athleten aus 50 Ländern. Deutschland war mit 112 Sportlern vertreten.

## Programm
Als Eröffnungssong im Finale der Eröffnungszeremonie wurde 10.000 People von UMP (United Music Project) aus Österreich gespielt.